# توني برادلي
توني برادلي (8 يناير 1998 في الولايات المتحدة - ) (بالإنجليزية: Tony Bradley)‏ هو لاعب كرة سلة أمريكي في مركز هجوم قوي الجسم. لعب مع يوتا جاز ونورث كارولينا تار هيلز ‏.

## وصلات خارجية
- توني برادلي على موقع إن بي أي (الإنجليزية)
- توني برادلي على موقع سبورتس رفرنس (الإنجليزية)
- توني برادلي على موقع كرة السلة الأوروبية.كوم (الإنجليزية)
- توني برادلي على موقع إي إس بي إن.كوم (الإنجليزية)
- توني برادلي على موقع كلية كرة السلة في سبورتس رفرنس.كوم (الإنجليزية)
- توني برادلي على موقع ريلجم (الإنجليزية)
- توني برادلي على موقع بروبوليرز (الإنجليزية)
- توني برادلي على موقع سبورتس رفرنس (الإنجليزية)